# Hundraåringen som klev ut genom fönstret och försvann (film)
Hundraåringen som klev ut genom fönstret och försvann är en svensk film i regi av Felix Herngren, baserad på boken med samma namn av Jonas Jonasson. Inspelningen startades 8 oktober 2012. Huvudrollen spelas av Robert Gustafsson.
Filmen hade premiär 25 december 2013, och blev mycket snabbt en succé på svenska biografer. Den 15 januari 2014 gick filmen över miljongränsen över antalet biobesökare.
Filmen har även blivit en internationell succé, med många biobesökare i Tyskland (en miljon biobesök), Sydkorea (en kvarts miljon) och Frankrike samt i flera länder i Östeuropa. Den har blivit jämförd med de amerikanska filmerna "Forrest Gump" och "Zelig".
Filmen nominerades till en Oscar för bästa smink vid Oscarsgalan 2016 men vann inte. På juldagen 2016 hade uppföljaren Hundraettåringen som smet från notan och försvann premiär på de svenska biograferna.

## Handling
Allan Karlsson skall fylla hundra år och bor inne på hemmet men är inte så förtjust i födelsedagsfiranden, så han beslutar sig för att rymma från sitt ålderdomshem och ger sig ut på äventyr.

## Rollista (i urval)
| Robert Gustafsson    | – Allan Karlsson            |
| Iwar Wiklander       | – Julius Jonsson            |
| Mia Skäringer        | – Gunilla                   |
| David Wiberg         | – Benny                     |
| Ralph Carlsson       | – Polisinspektör Aronsson   |
| Jens Hultén          | – Per "Gäddan" Gärdin       |
| Georg Nikoloff       | – Julij Popov               |
| David Shackleton     | – Herbert Einstein          |
| Alan Ford            | – Pim                       |
| Bianca Cruzeiro      | – Caracas                   |
| Sven Lönn            | – Hans "Hinken" Claesson    |
| Simon Seppänen       | – Bulten                    |
| Niclas Angerborn     | – Kommissarie Magnusson     |
| Gustav Deinoff       | – Ricky Claesson            |
| Guhn Andersson       | – Syster Alice              |
| Patrik Karlson       | – Sigvard Eklund            |
| Manuel Dubra         | – Esteban                   |
| Koldo Losada         | – General Franco            |
| Cory Peterson        | – CIA Ryan Hutton           |
| Kerry Shale          | – Harry S. Truman           |
| Philip Rösch         | – Robert Oppenheimer        |
| Algirdas Romualdas   | – Josef Stalin              |
| Keith Chanter        | – Ronald Reagan             |
| Johan Rheborg        | – Tage Erlander             |
| Donald Högberg       | – Professor Herman Lundborg |
| Kristoffer Stålbrand | – Programledare Radio Nova  |
| Pernilla Göst        | – Allans mor                |
| Ola Björkman         | – Allans far                |
| Alvin Thudin         | – Allan 9-11                |
| Oliwer Carpman       | – Allan 13-15               |
| Eiffel Mattsson      | – Havsman                   |
| Jan Berglund         | – Grosshandlare Gustavsson  |
| Alfred Svensson      | – Butiksbiträde på macken   |

## Mottagande

### Publikstatistik
Hundraåringen som klev ut genom fönstret och försvann blev snabbt en stor succé på de svenska biograferna, med över 78 000 biobesökare på premiärdagen, vilket var den största premiären för en svensk film under 2013. Tre dagar senare, den 28:e, såldes 108 000 biobiljetter vilket var den högsta endagssiffran som SF Bio noterat i modern tid. Den 15 januari följande år hade filmen fått miljonpublik, mindre än en månad efter premiären (22 dagar), och fem veckor senare rapporterade Aftonbladet att filmen gått om publiksuccén Så som i himmelen och blivit den mest sedda svenska filmen på bio under 2000-talet. Den 22 april, efter knappa fyra månader/17 veckor på bio, hamnade Hundraåringen utanför Biotoppens Topp-10-lista, på elfte plats.
Den 20 mars hade Hundraåringen som klev ut genom fönstret och försvann premiär i Tyskland, och hade veckans bästa premiär av en biofilm. Vid slutet av helgen hade filmen setts av totalt 135 000 personer i Tyskland, och tagit sig in den tyska biotoppens fjärdeplats. Veckan därefter hade den höjt sin placering till tredjeplats, med sammanlagt 305 000 tyska biobesökare. Filmen har passerat 50 miljoner dollar i intäkter, vilket är rekord för en svensk film.
I början av mars publicerade Svenska Filminstitutet nya fakta för publiksiffran hos Hundraåringen som klev ut genom fönstret och försvann, som innebar att filmen hamnade på Topp-10-listan över de mest sedda svenska filmerna på bio sedan mätningarna började runt 1963-1964:

### Kritik och utmärkelser
Filmen var övervägande godkänd av kritikerna. Aftonbladet gav den en trea, med rubriken "trivsam underhållning". Sajten gav även Robert Gustafssons presentation av Allan Karlsson en femma med notisen "Robert Gustafsson gör en storstilad insats". Vidare gav MovieZine filmen en fyra av fem möjliga, och Expressen gav den en trea. Den 3 januari offentliggjordes nomineringarna till den 49:e Guldbaggegalan den 20 januari, där Hundraåringen som klev ut genom fönstret och försvann blev nominerad i tre olika kategorier, varav den förlorade samtliga tre, men vann priset Biopublikens pris, som den blivit nominerad till den tioende samma månad.
| År   | Kategori                | Mottagare                                                   | Resultat  |
| ---- | ----------------------- | ----------------------------------------------------------- | --------- |
| 2014 | Bästa manliga huvudroll | Robert Gustafsson i rollen som Allan Karlsson               | Nominerad |
| 2014 | Bästa musik             | Matti Bye                                                   | Nominerad |
| 2014 | Bästa mask/smink        | Eva von Bahr och Love Larson                                | Nominerad |
| 2014 | Biopublikens pris       | Felix Herngren, Patrick Nebout och Henrik Jansson-Schweizer | Vann      |

Eva von Bahr och Love Larson blev även nominerade i kategorin bästa smink på Oscarsgalan 2016 för arbetet med Hundraåringen som klev ut genom fönstret och försvann. Vann gjorde dock Lesley Vanderwalt, Elka Wardega and Damian Martin med Mad Max: Fury Road.
Filmen presenterades på årets filmfestival i Berlin, där publiken och pressen fick tycke för den. Den brittiska tidskriften Screen skrev i sin recension att under visningen "skratten ofta gick igenom taken." Dessutom har filmen hyllats av tidskrifter som The Guardian, Daily Star och The Daily Telegraph.
Den svenska filmsajten MovieZine gjorde under slutet av 2013 en omröstning där läsarna fick rösta fram vinnare i olika kategorier inom ämnet Filmåret 2013. I kategorin Bästa svenska film hamnade Hundraåringen som klev ut genom fönstret och försvann på andra plats (efter Känn ingen sorg) med 17 % av de 2555 rösterna.

## Titlar
Filmen Hundraåringen som klev ut genom fönstret och försvann har sålts till 40 länder. Här följer ett urval av filmens internationella titlar:
| Danmark            | Den hundredårige der kravlede ud ad vinduet og forsvandt            |
| Finland            | Satavuotias joka karkasi ikkunasta ja katosi                        |
| Frankrike          | Le Vieux qui ne voulait pas fêter son anniversaire                  |
| Israel             | Ha'za'ken ben ha'me'a she'yatza me'ha'khalon ve'ne'elam             |
| Litauen            | Simtametis, kuris islipo pro langa ir dingo                         |
| Nederländerna      | De 100-jarige man die uit het raam klom en verdween                 |
| Norge              | Hundreåringen som klatret ut gjennom vinduet og forsvant            |
| Polen              | Stulatek, który wyskoczyl przez okno i zniknal                      |
| Portugal           | O centenário que fugiu pela janela e desapareceu                    |
| Spanien            | El abuelo que saltó por la ventana y se largó                       |
| Tyskland           | Der Hundertjährige, der aus dem Fenster stieg und verschwand        |
| Ungern             | A százéves ember, aki kimászott az ablakon és eltűnt                |
| USA/Storbritannien | The Hundred-Year-Old Man Who Climbed Out the Window and Disappeared |
| USA/Storbritannien | The Centenarian Who Climbed Out the Window and Vanished             |